# تشادورمالو
تشادورمالو (بالفارسية: چادرملو) هو منجم للحديد الخام في محافظة يزد بوسط إيران. يتبع المنجم لشركة تشادورمالو للتعدين والصناعة.
يقع المنجم في منطقة غير مأهولة في صحراء كوير على بعد 180 كم شمال شرق يزد و300   كم جنوب طبس على بعد 40   كم قبالة طريق يزد - طبس.
تم اكتشاف رواسب الخام في تشادورمالو في عام 1940 وبدأ بناء مجمع المناجم في عام 1994. بدأ الإنتاج في عام 1999. في نفس العام، كان الموقع متصلاً بشبكة السكك الحديدية الإيرانية عن طريق ميبد .

## روابط خارجية
- معلومات حول مجمع المناجم (موقع الشركة)
- صور تشادورمالو